# Поле искажения реальности

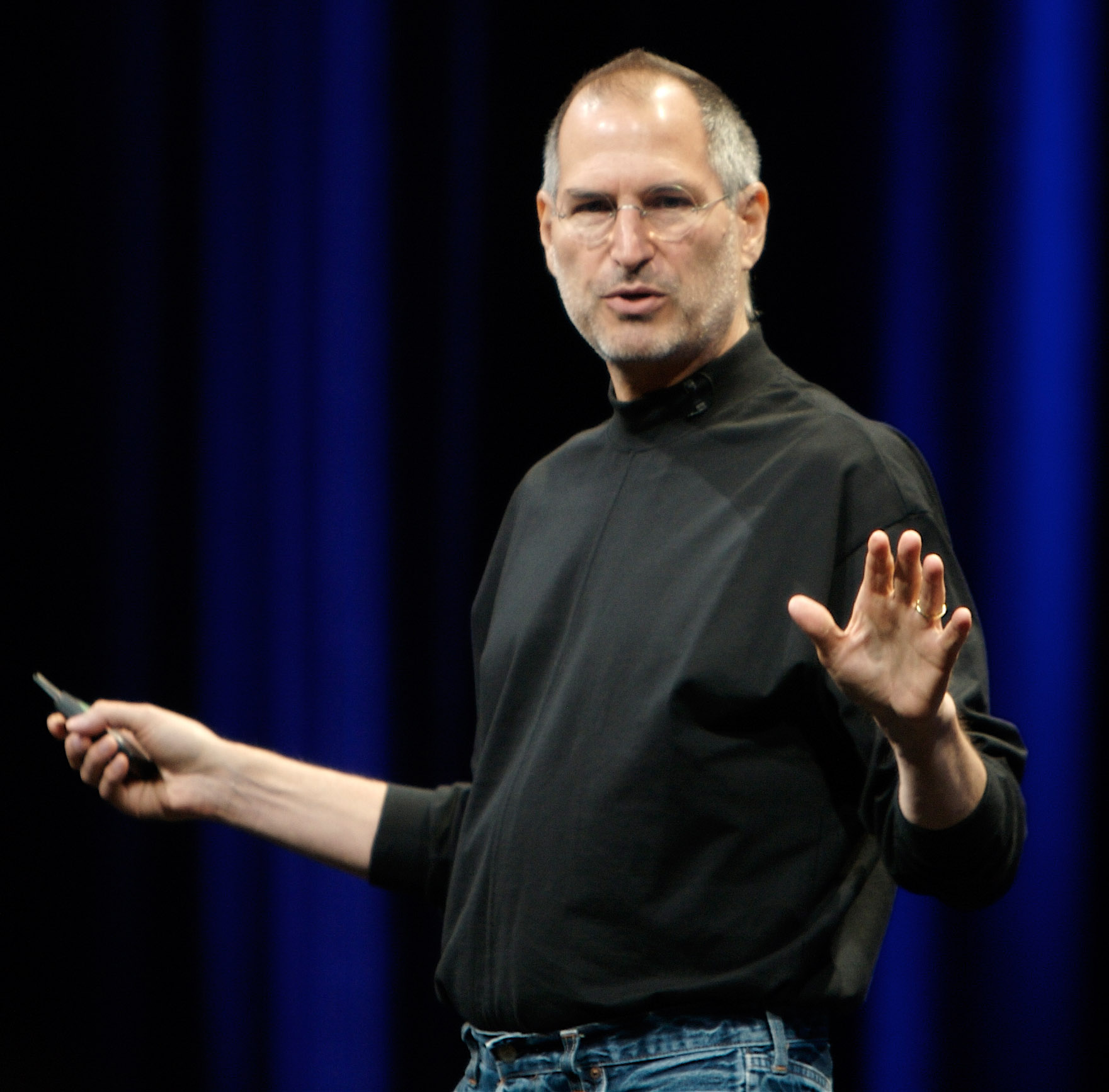
Стив Джобс на Worldwide Developers Conference 2007

Поле искажения реальности (англ. Reality distortion field или RDF) — термин, впервые использованный Бадом Трибблом из Apple Computer в 1981 году для описания харизмы соучредителя компании Стива Джобса и её влияния на разработчиков, работающих над проектом Macintosh. Триббл рассказал, что термин происходит из сериала «Звёздный путь», где в эпизоде «Зверинец» он использовался для описания того, как инопланетяне создали свой собственный новый мир с помощью умственной силы.

## Стив Джобс
В третьей главе книги «Стив Джобс» биограф Уолтер Айзексон утверждает, что примерно в 1972 году, когда Джобс учился в Рид-колледже, Роберт Фридланд «обучил Стива полю искажения реальности». Энди Херцфельд назвал RDF способностью Стива Джобса убедить себя и окружающих поверить практически во что угодно, с помощью смеси обаяния, харизмы, бравады, гиперболы, маркетинга, умиротворения и настойчивости. Говорят, что это искажало у его коллег представление о чувстве соразмерности и масштабах трудностей и заставляло их поверить в то, что любая задача, стоящая перед ними, выполнима. Джобс также мог использовать «поле искажения реальности» для присвоения чужих идей, иногда предлагая идею её же автору всего через неделю после её отклонения.
Этот термин использовался для обозначения основных выступлений Джобса («Stevenotes») наблюдателями и преданными пользователями компьютеров и других продуктов Apple, а также насмешливыми конкурентами Apple, критикующими корпорацию. В официальном блоге BlackBerry Research In Motion Джим Балсилли анонсировал один из постов так: «Для тех из нас, кто живёт за пределами поля искажений Apple».

## Другие примеры использования
Этот термин был распространён, со смесью трепета и презрения, на других менеджеров и лидеров отрасли, которые пытаются убедить своих сотрудников увлечься проектами, невзирая на их общую сложность или конкурентные силы на рынке. Иногда его используют в отношении чрезмерно разрекламированных продуктов, которые не обязательно связаны с каким-то одним человеком.
- Харизму Билла Клинтона называют полем искажения реальности[5]
- Говорят, что чемпион по шахматам Бобби Фишер окружал себя «аурой Фишера», которая дезориентировала Бориса Спасского и других противников.[6].
- Говорят, что основательница Theranos Элизабет Холмс создала RDF вокруг своего продукта, анализатора крови Эдисона[7].
- Этот термин также был связан с подходом Дональда Трампа к ведению своей кампании на пост президента США в 2016 году и его президентства[8].
- Financial Times использовала этот термин, характеризуя Илона Маска[9].
- Пародия на поле искажения реальности появилась в серии комиксов «Дилберт» в 2010 году, где излучатель поля искажения реальности используется во время основного выступления антропоморфного пса Догберта[англ.][10].